# Intervalle unité
En mathématique, l'intervalle unité est l'intervalle fermé [0,1], c'est-à-dire, l'ensemble de tous les nombres réels qui sont supérieurs ou égaux à 0 et inférieurs ou égaux à 1. Il est souvent noté I. 
Dans la littérature, le terme "intervalle unité" est parfois appliqué à d'autres intervalles : (0,1], [0,1), et (0,1). Cependant, la notation I est généralement réservée à l'intervalle fermé [0,1].

## Propriétés
L'intervalle unité est un espace métrique complet. En tant qu'espace topologique, il est séparable, homéomorphe à la droite réelle achevée, compact, contractile, connexe par arcs et localement connexe par arcs. Le cube de Hilbert est obtenu en prenant le produit topologique d'une infinité dénombrable de copies de l'intervalle unité. 
En géométrie différentielle, l'intervalle unité est une variété analytique à une dimension dont la frontière est formée par les deux points 0 et 1. Son orientation standard va de 0 à 1. 
L'intervalle unité est un ensemble totalement ordonné et un treillis complet (tout sous-ensemble de l'intervalle unité a une borne supérieure et une borne inférieure).

## Puissance du continu
L'intervalle unité est un sous-ensemble de l'ensemble ℝ des nombres réels. Cependant, il a la même puissance que l'ensemble ℝ entier : il a la puissance du continu. Son nombre d'éléments est strictement plus grand que le nombre des entiers naturels. L'intervalle unité a le même nombre de points qu'un carré de côté 1, qu'un cube de côté 1, etc. 